# Quatrième concile de Dvin
Le quatrième concile de Dvin est un synode qui s'est tenu à Dvin, l'ancienne capitale de l'Arménie, en 648,. Le concile fut présidé par le catholicos Nersès III d'Ichkhantsi (641-661) et a réuni 17 évêques.

## Contexte
Le concile est convoqué par la Couronne arménienne et les évêques en chef pour s'attaquer au schisme en cours entre l'Église apostolique arménienne et les églises orthodoxes et catholiques occidentales. L'Église géorgienne, qui s'était initialement rangée du côté de l'Arménie en rejetant les canons de Chalcédoine, change finalement de camp en soutenant Rome et Byzance. Certains membres du concile cherchent l'unification avec la Géorgie mais sans succès.
Le concile adopte également 12 canons et renforce la discipline de l’Église.